# Gabrielle Soumet
Gabrielle Soumet, dame Beuvain d'Altenheim (1814–1886), byla francouzská básnířka a spisovatelka.

## Životopis
Byla dcerou Alexandera Soumeta, známého básníka a dramatika 19. století. Provdala se v roce 1834 za Beuvaina d'Altenheim, který se později stal generálním inspektorem ministerstva školství.

## Dílo
- Les Filiales, sbírka básní, 1836.
- Le Gladiateur, tragédie, s Alexandrem Soumetem, 1841.
- Le Clône du roi, s Alexandrem Soumetem, 1841.
- Jane Grey, s Alexandrem Soumetem, 1844.
- Berthe Bertha, báseň, 1843.
- Récits de l'Histoire d'Angleterre, 1856.
- Récits de l'Histoire d'Espagne.
- Les Marguerite de France.
- La Croix et la Lyre (1858).
- Les Quatre Siècles littéraires (1859).

- Dieu pardonne.
- Journal des jeunes personnes.